# Joseph Roux (1725-1789)
Pour les articles homonymes, voir Roux.
Pour les autres membres de la famille, voir Famille Roux (peintres de marine).
Joseph Roux est un hydrographe et peintre de marine français, né le 13 mars 1725 à Marseille et mort le 9 novembre 1789 à Marseille.

## Biographie

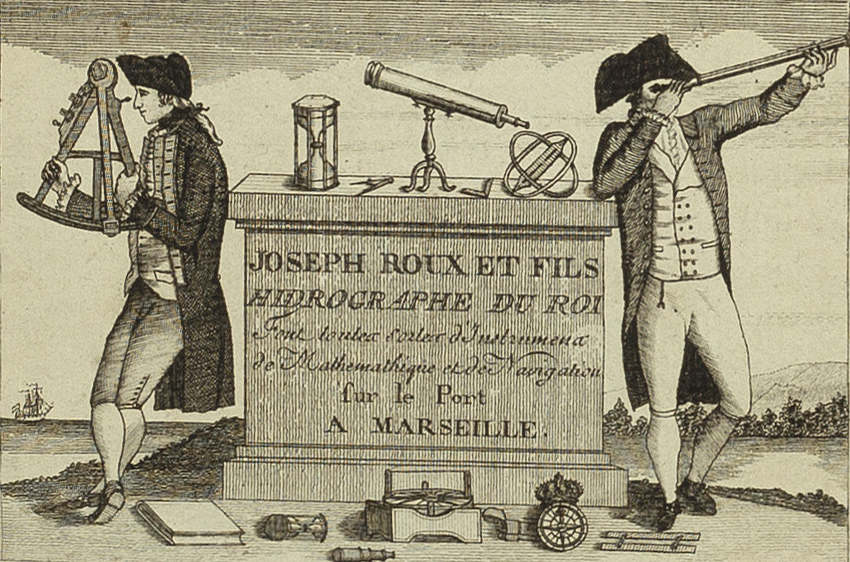
Joseph Roux et fils, hydrographe du roi, sur le port de Marseille.

Joseph Roux est le fils de Joseph Roux (1682-1747), marin et hydrographe, et de Magdeleine Senequier. Il possède sur le quai du Vieux-Port de Marseille une boutique d'hydrographe, héritée de son père et qui connaît une grande renommée, et obtient le titre d'hydrographe du roi à Marseille.
Il est le premier de la dynastie des Roux à peindre et à dessiner. Réalisant des cartes marines, des plans de ports et de rades, et des roses de compas à l’aquarelle, il est probablement l’instigateur du genre de tableau dénommé « portraits de bateaux ».
Marié avec Marie Ursule Demolin, fille du négociant Antoine Demolin et d'Ursule Caudière, et tante de Jean-Joseph Rigordy, il est le père d'Ange-Joseph Antoine Roux et le grand-père d'Auguste Vincens (lui-même grand-père de Charles Vincens).

## Œuvre

### Œuvres cartographiques
- Atlas maritime (1798)
- Ports et Rades de la Méditerranée (1779)
- Carte contenant une partie de l'isle de Terre Neuve [Belle-Isle-Bonavista] (1776)
- Recueil des principaux plans des ports et rades de la mer Méditerranée estraits de ma carte en douze feuilles, dédiée à Monseigneur le Duc de Choiseul ministre de la guerre et de la marine, gravée avec le privilège du roy (1764)

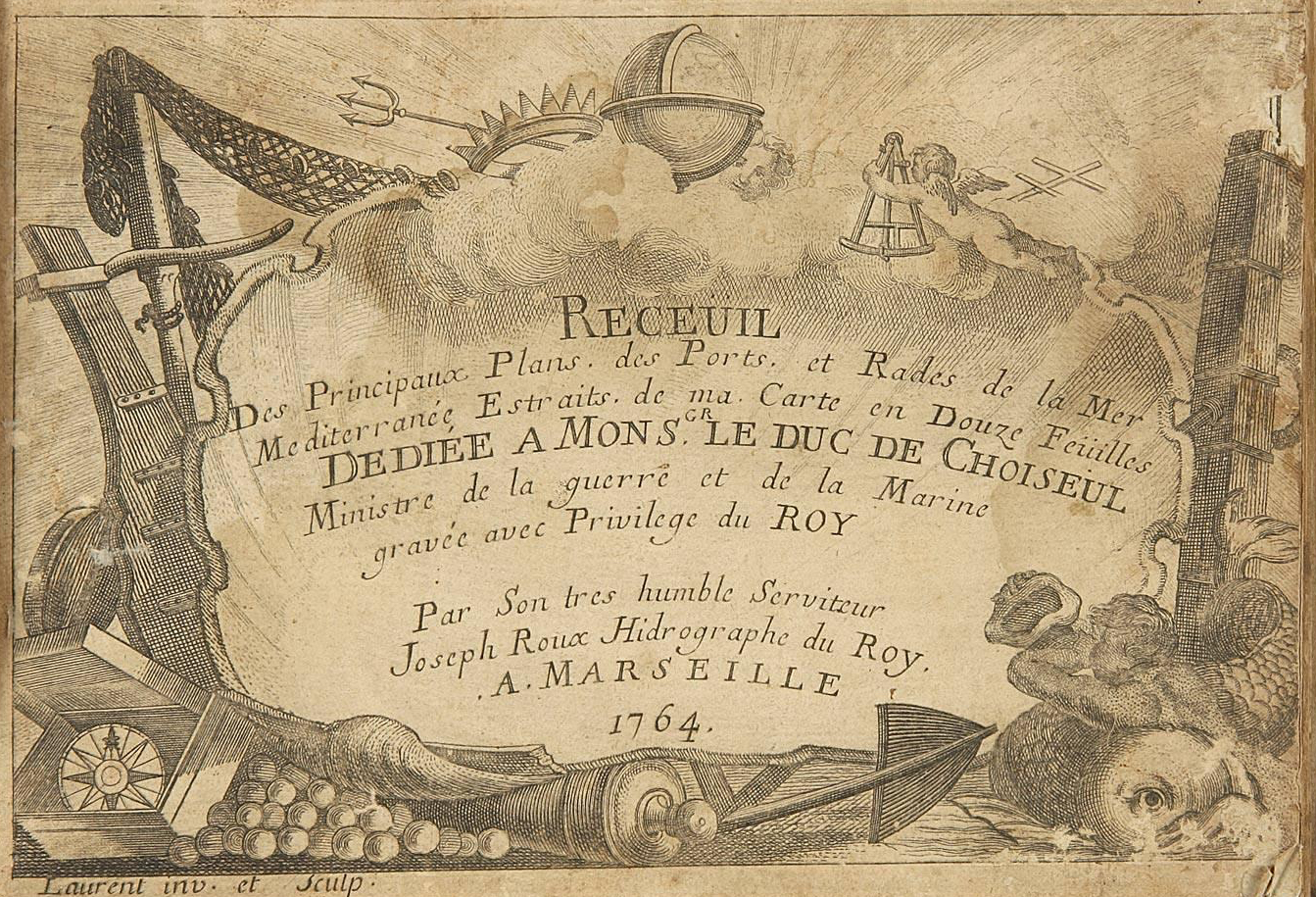
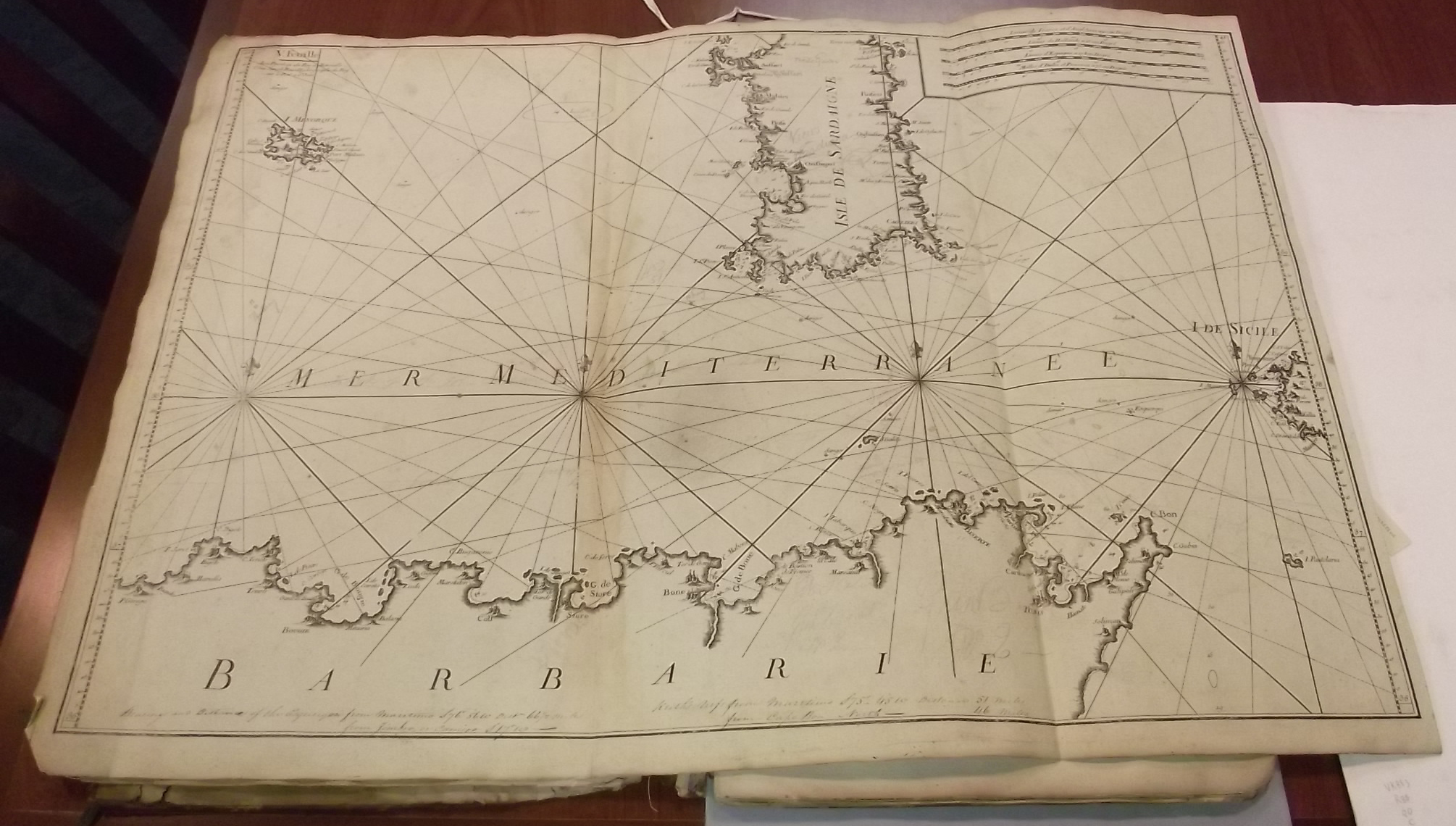
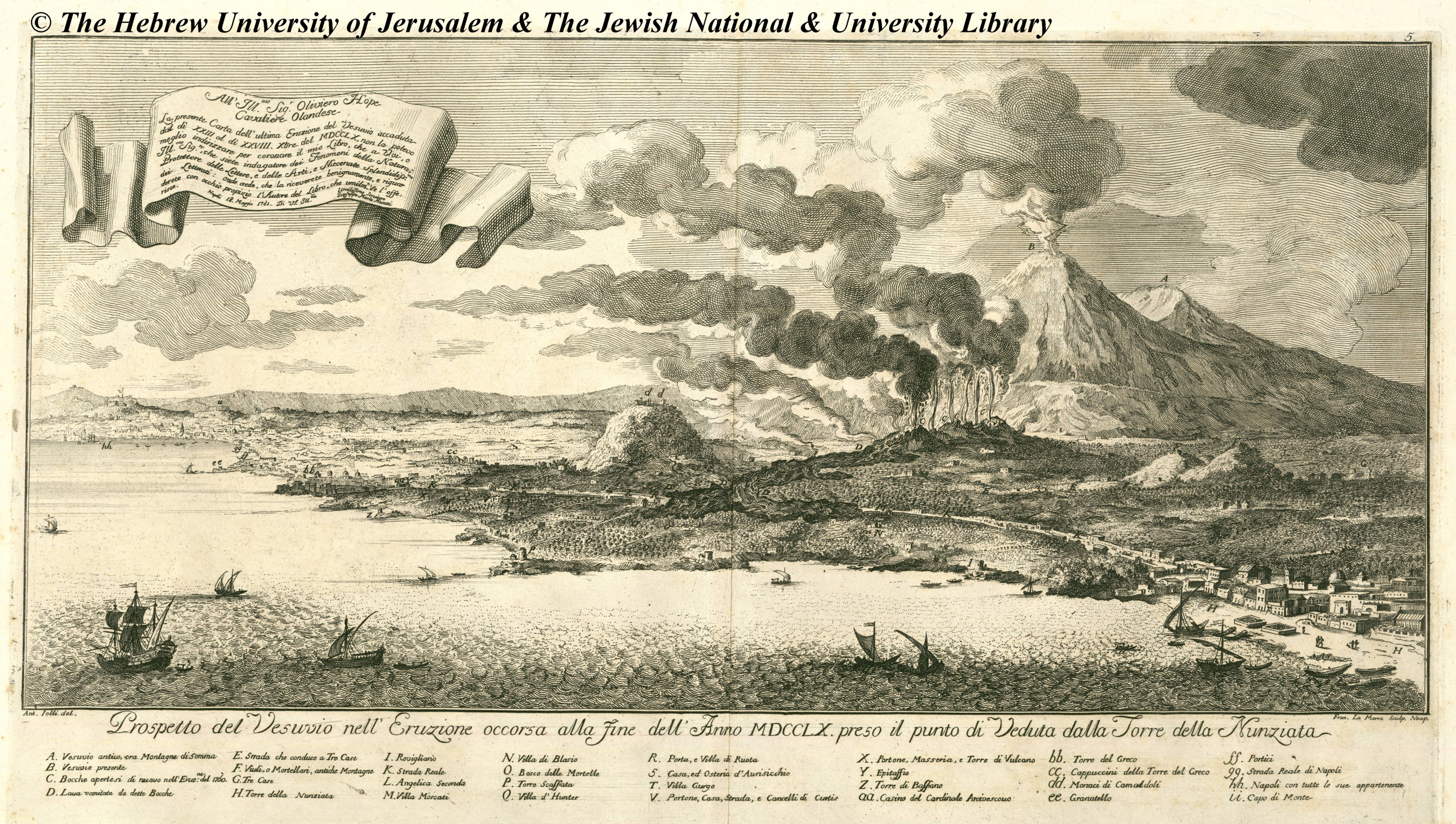
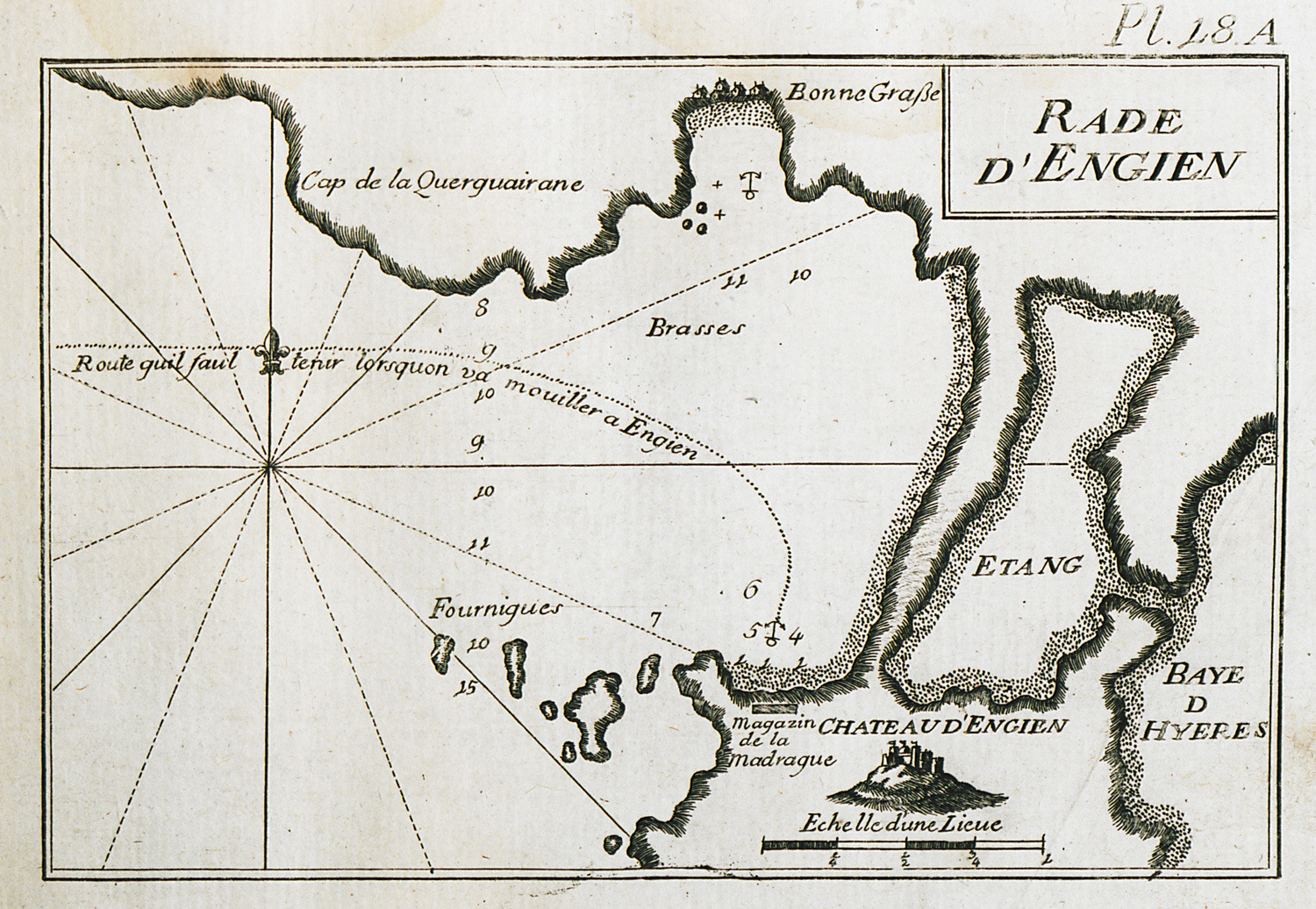
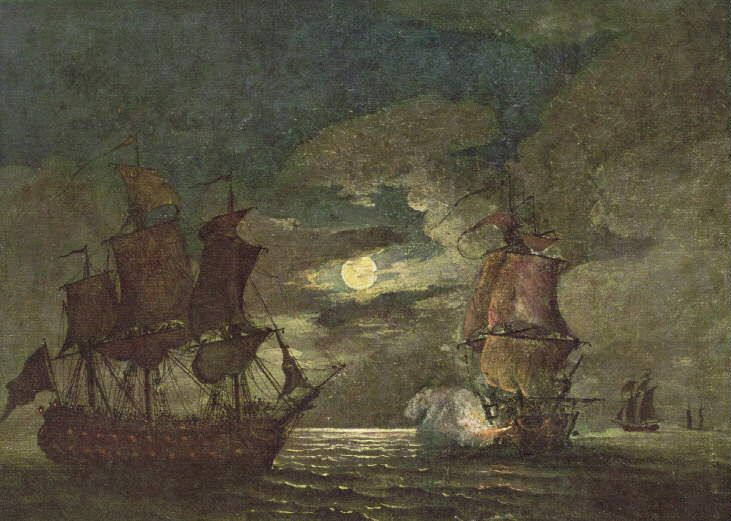

- Canal de Constantinople

## Expositions
- 2005 : La ville de Saint-Briac-sur-Mer pour son 10e Festival d'Art organise au Couvent de la Sagesse une exposition :  Dix regards de peintres de marines consacrée à Édouard Adam (1847-1929), Étienne Blandin (1903-1991), Albert Brenet (1903-2005), Roger Chapelet (1903-1995), Lucien-Victor Delpy (1898-1967), Ernest Guérin (1887-1952), Marin-Marie (1901-1987), Mathurin Méheut (1882-1958), Joseph-Honoré Pellegrin (1793-1849) et aux Roux : Joseph (1725-1789), Antoine (1765-1835) et Frédéric (1805-1870).

### Sources
- Foster Smith, Philip Chaldwick, The artful Roux, Marine Painters of Marseille, Salem, Massachusetts, 1978, Peabody Museum of Salem
- Louis Brès, Une dynastie de Peintres de Marine, Antoine Roux et ses fils, Marseille, Librairie Marseillaise, 1883
- Bernard Cousin, Les Roux, Peintres d'ex-voto marins, Centre méridional de l'Université de Provence (Aix-en-Provence)
- Département du Patrimoine Culturel de la CCI de Marseille-Provence : L 09 « Fonds Roux », 1728-1843 : archives de négociants, affaires maritimes et commerciales (L 09-06)
- Philippe de Ladebat, Les ex-voto marins peints : les Roux de Marseille, Arts et Histoire, Librairie IDF, 2007 .Dans Histoire Généalogie : Les ex voto marins peints de Notre Dame de la Garde à Marseille et Les Roux de Marseille : une dynastie de peintres de marines. Du même auteur dans "Catalogue de l'exposition 2005 : Dix regards de peintres de marines" Saint-Briac sur Mer :"Généalogie du portrait de navires"